# Eros Poli

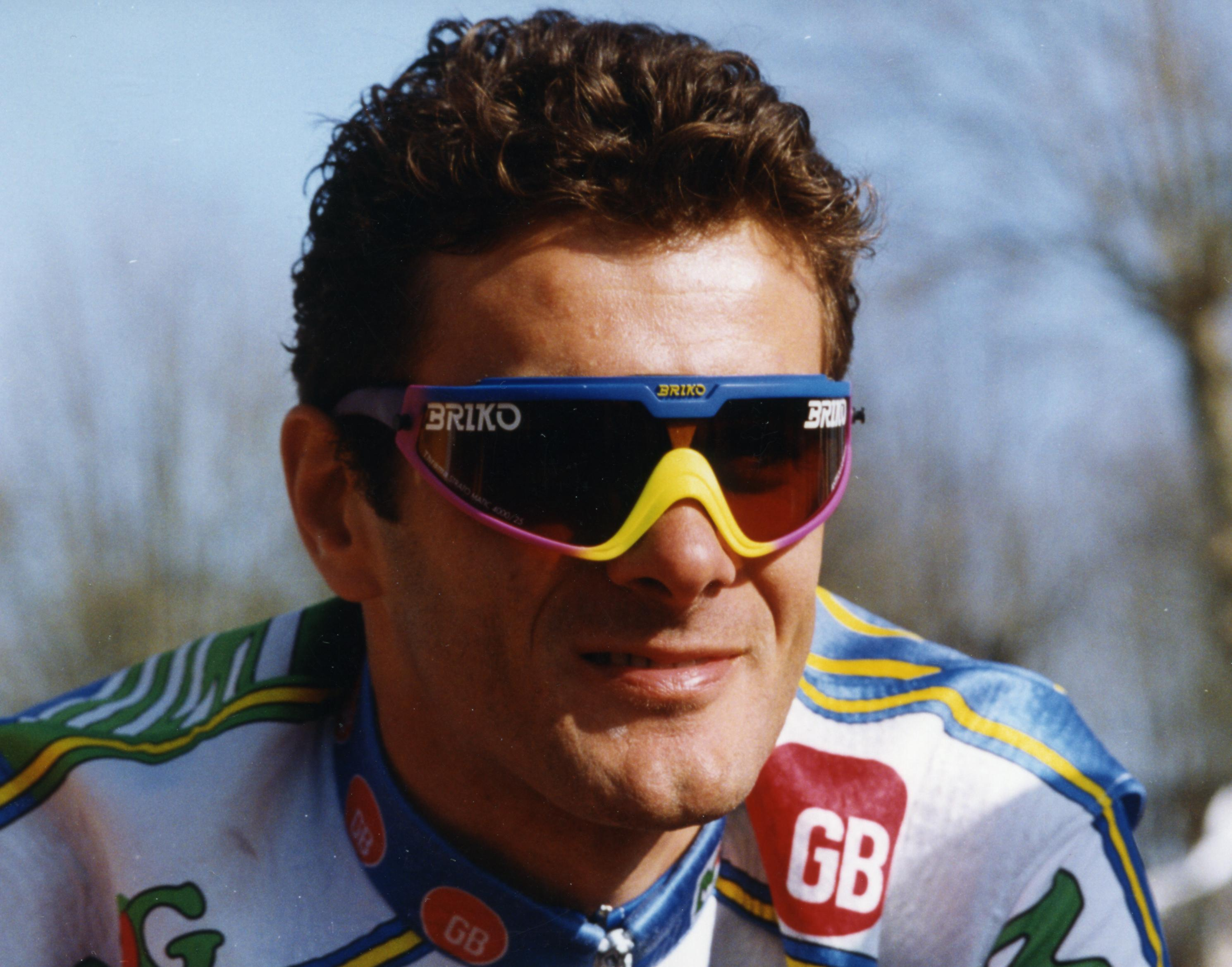
Eros Poli

Eros Poli (* 6. August 1963 in Isola della Scala) ist ein ehemaliger italienischer Radrennfahrer, Olympiasieger und Weltmeister.
Poli gewann seine erste italienische Meisterschaft 1979 in der Einerverfolgung der Jugend. Seine größten Erfolge errang Eros Poli, Spitzname „Beau Eros“, als Amateur. 1984 errang er mit Marcello Bartalini, Marco Giovannetti und Claudio Vandelli bei den Olympischen Sommerspielen in Los Angeles die Goldmedaille im Mannschaftszeitfahren. Zuvor war er im Mai bei der Internationalen Friedensfahrt am Start und wurde dort 43. des Gesamtklassements. 1985 wurde er Dritter der italienischen Straßenmeisterschaft der Amateure. Im selben Jahr belegte der italienischen Straßenvierer mit Poli, Bartalini, Vandelli und Massimo Podenzana Rang drei bei den Straßen-Weltmeisterschaften in Giavera del Montello. 1986, in Colorado Springs, wurde das italienische Team in derselben Disziplin Vize-Weltmeister, mit Poli, Podenzana, Mario Scirea und Flavio Vanzella. 1987 in Villach errang das italienische Quartett den Weltmeistertitel im Mannschaftszeitfahren (mit Roberto Fortunato anstelle Podenzana). Poli gehörte seit 1983 dem Kaderkreis für den italienischen Straßen-Vierer an, solange wie kein anderer Fahrer.
1991 wurde Poli Profi, doch die ganz großen Erfolge blieben aus. Sechsmal startete er bei der Tour de France; sein größter Erfolg war der Gewinn der 15. Etappe bei der Tour 1994. Dieser Etappensieg war spektakulär, da Poli über 170 Kilometer auf der Strecke über den Mont Ventoux bei großer Hitze zeitweise über 20 Minuten vor dem Hauptfeld allein fuhr. Schließlich konnte er sich mit knapp zwei Minuten Vorsprung ins Ziel retten. Anschließend erklärte Poli: „Es war der größte Tag in meinem Leben. Es war ein Traum, und ich konnte ihn mir erfüllen.“ Für diese Leistung erhielt er die Auszeichnung als kämpferischster Fahrer der Tour 1994. In der Gesamtwertung lag er in Paris an drittletzter Stelle.
Vor seiner Laufbahn als Profi arbeitete Poli als Taxifahrer.